# فانتشينكولام مافيلنكني
فانتشينكولام مافيلنكني (بالإنجليزية: Vanchiyankulam Mavilankeni)‏ هي منطقة سكنية تقع في سريلانكا في المقاطعة الشمالية.